# Aéroport international du sud-ouest de la Floride
L'aéroport international du sud-ouest de la Floride (en anglais : Southwest Florida International Airport), également connu en tant qu'aéroport de Fort Myers (code IATA : RSW • code OACI : KRSW), est un aéroport américain desservant la ville de Fort Myers, dans l'État de Floride.
Situé dans un secteur non constitué en municipalité dans le comté de Lee, il voit passer 10,2 millions de passagers en 2019. L'aéroport est ouvert en 1983 sous le nom d'aéroport régional du sud-ouest de la Floride (Southwest Florida Regional Airport) afin de remplacer l'aérodrome voisin de Page Field pour l'accueil de vols commerciaux. Il prend son nom actuel en 1993.

## Situation
| Daytona Beach Fort Lauderdale Fort Myers Gainesville Jacksonville Key West Orlando-Melbourne Miami Orlando Orlando-Sanford Panama City Pensacola Punta Gorda Sarasota-Bradenton St. Augustine St. Petersburg-Clearwater Tallahassee Tampa Valparaiso Palm Beach Naples Vero Beach |

## Statistiques
Pour des raisons techniques, il est temporairement impossible d'afficher le graphique qui aurait dû être présenté ici.

Voir la requête brute et les sources sur Wikidata.

## Compagnies et destinations
| Compagnies           | Destinations | Refs   |
| -------------------- | --- | ------ |
| Air Canada Rouge     | Toronto (Pearson) En saison : Montréal (P.-E.-Trudeau) | [ 2 ]  |
| Alaska Airlines      | Los Angeles En saison : Seattle-Tacoma | [ 3 ]  |
| American Airlines    | Charlotte-Douglas, Chicago-O'Hare, Dallas-Fort Worth, Philadelphie, Washington-Reagan | [ 4 ]  |
| American Eagle       | En saison : New York-LaGuardia, Philadelphie, Washington-Reagan | [ 4 ]  |
| Delta Air Lines      | Atlanta H.-Jackson, Cincinnati-Northern Kentucky, Détroit, Minneapolis-Saint-Paul En saison : New York-LaGuardia | [ 5 ]  |
| Delta Connection     | En saison : New York-LaGuardia | [ 6 ]  |
| Discover Airlines    | Francfort |        |
| Eurowings            | Düsseldorf | [ 7 ]  |
| Frontier Airlines    | Cincinnati-Northern Kentucky, Cleveland-Hopkins, Denver, Philadelphie, Trenton (comté de Mercer) En saison : Albany, Boston Logan, Buffalo-Niagara, Chicago-O'Hare, Détroit, Grand Rapids-G. R. Ford, Indianapolis, Islip (Long Island Mac Arthur), Milwaukee-General Mitchell, Minneapolis-Saint-Paul, Newark-Liberty, Omaha-Eppley, Portland (Maine) , Providence-T. F. Green, Syracuse-Hancock                                                       | [ 8 ]  |
| JetBlue              | Boston Logan, Cleveland-Hopkins, Newark-Liberty, New York-John F. Kennedy, New York-LaGuardia, Philadelphie, Providence-T. F. Green, Washington-Reagan, Comté de Westchester En saison : Hartford-Bradley, Raleigh-Durham | [ 9 ]  |
| Southwest Airlines   | Atlanta H.-Jackson, Baltimore-T. Marshall, Chicago-Midway, John Glenn Columbus, Indianapolis, Milwaukee-General Mitchell, Orlando, Pittsburgh, Lambert-Saint Louis En saison : Albany, Buffalo-Niagara, Cleveland-Hopkins, Dallas-Love Field, Denver, Grand Rapids-G. R. Ford, Hartford-Bradley, Houston-W. P. Hobby, Kansas City, Louisville-Standiford Field, Minneapolis-Saint-Paul, Nashville, Providence-T. F. Green, Rochester (État de New York) | "      |
| Spirit Airlines      | Atlantic City, Chicago-O'Hare, Détroit, Indianapolis, Newark-Liberty En saison : Akron-Canton, Baltimore-T. Marshall, Boston Logan, Cleveland-Hopkins, John Glenn Columbus, Hartford-Bradley, Arnold Palmer (en), Minneapolis-Saint-Paul, Philadelphie, Pittsburgh | [ 13 ] |
| Sun Country Airlines | Minneapolis-Saint-Paul En saison : Madison (comté de Dane), Lambert-Saint Louis | [ 14 ] |
| United Airlines      | Chicago-O'Hare, Cleveland-Hopkins, Denver, Houston-George Bush, Newark-Liberty En saison : Boston Logan, Indianapolis, Milwaukee-General Mitchell, New York-LaGuardia | [ 16 ] |
| United Express       | Washington-Dulles En saison : John Glenn Columbus, Pittsburgh | [ 16 ] |
| WestJet              | Toronto (Pearson) En saison : Ottawa (Macdonald-Cartier) | [ 17 ] |